# Marko Blažić
Marko Blažić (in serbo Марко Блажић?; Mladenovac, 2 agosto 1985) è un calciatore serbo, centrocampista del Mladenovac.

## Palmarès

### Club

#### Competizioni nazionali
- Coppa di Serbia: 1

Stella Rossa: 2009-2010
- Campionato uzbeko: 1

Bunyodkor: 2013
- Coppa d'Uzbekistan: 1

Bunyodkor: 2013